# Grafton (Dakota du Nord)
Pour les articles homonymes, voir Grafton.
La ville de Grafton est le siège du comté de Walsh, dans l’État du Dakota du Nord, aux États-Unis. Sa population, qui s’élevait à 4 284 habitants lors du recensement de 2010, est estimée à 4 157 habitants en 2019.

## Histoire
Grafton a été fondée en 1881.

## Démographie
| 1890  | 1900  | 1910  | 1920  | 1930  | 1940  |
| ----- | ----- | ----- | ----- | ----- | ----- |
| 1 594 | 2 378 | 2 229 | 2 512 | 3 136 | 4 070 |

| 1950  | 1960  | 1970  | 1980  | 1990  | 2000  |
| ----- | ----- | ----- | ----- | ----- | ----- |
| 4 901 | 5 885 | 5 946 | 5 293 | 4 840 | 4 516 |

| 2010  | - | - | - | - | - |
| ----- | - | - | - | - | - |
| 4 284 | - | - | - | - | - |

## Galerie photographique

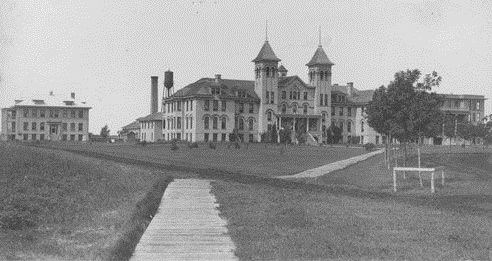
L’école de Grafton au début des années 1900
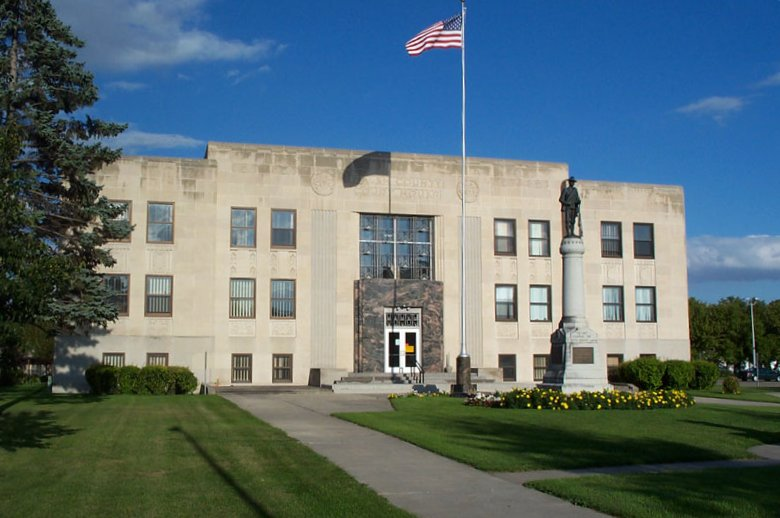
La cour de justice du comté
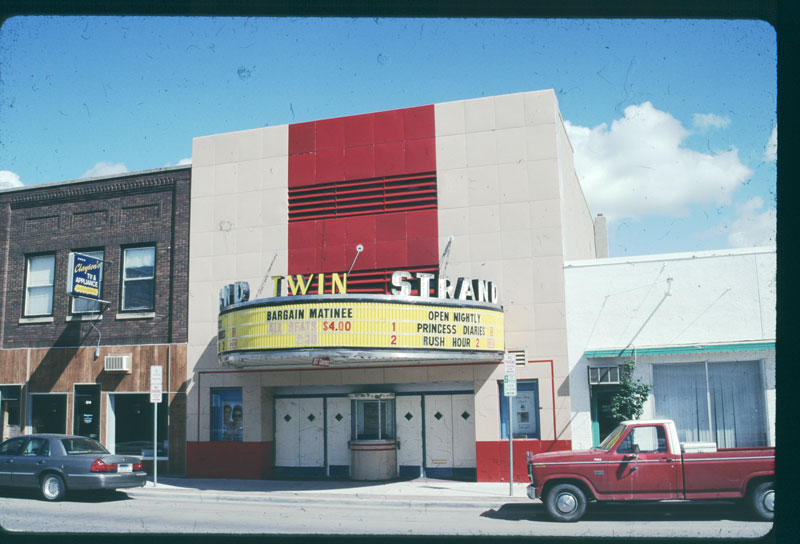
Le Strand Theater